# Беріслевешть (комуна)
Беріслевешть, Беріслевешті (рум. Berislăvești) — комуна у повіті Вилча в Румунії. До складу комуни входять такі села (дані про населення за 2002 рік):
- Беріслевешть (578 осіб) — адміністративний центр комуни
- Бредішор (58 осіб)
- Динджешть (432 особи)
- Редечинешть (816 осіб)
- Робая (317 осіб)
- Скеуєнь (543 особи)
- Стоєнешть (339 осіб)

Комуна розташована на відстані 160 км на північний захід від Бухареста, 16 км на північ від Римніку-Вилчі, 113 км на північний схід від Крайови, 103 км на південний захід від Брашова.

## Населення
За даними перепису населення 2002 року у комуні проживали 3083 особи.
Національний склад населення комуни:
| Національність | Кількість осіб | Відсоток |
| -------------- | -------------- | -------- |
| румуни         | 3082           | > 99,9%  |
| угорці         | 1              | < 0,1%   |

Рідною мовою назвали:
| Мова      | Кількість осіб | Відсоток |
| --------- | -------------- | -------- |
| румунська | 3081           | 99,9%    |
| угорська  | 2              | 0,1%     |

Склад населення комуни за віросповіданням:
| Релігія       | Кількість осіб | Відсоток |
| ------------- | -------------- | -------- |
| православні   | 3062           | 99,3%    |
| п'ятдесятники | 12             | 0,4%     |
| баптисти      | 3              | 0,1%     |
| адвентисти    | 3              | 0,1%     |
| римо-католики | 2              | 0,1%     |
| реформати     | 1              | < 0,1%   |